# منظمة اختبار سكك الحديد الصينية
المركزُ الخاص باخْتِبار سِكَك الحَديد الصِينية واعتِمادُها (سي أر سي سي، باللغة الصينية 中铁检验认证中心)هو مَركز مَسئول عن منحِ شهادات لمُنتجات سِكك الحِديد للسوقِ الصينية.
حتى عام 2003م، كان المَشروع مَملوكًا للدولة، وكان يُسمي مركز شِهادة مُنتجات السكك الحديدية.

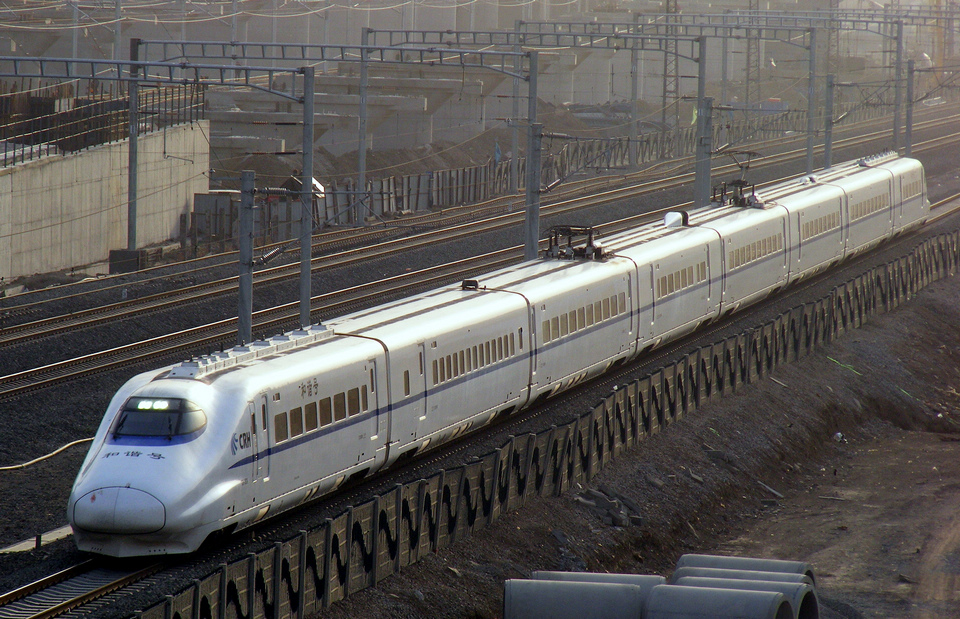
قطار صيني فائق السرعة

في عام 2013م، هذا المركز وَسعَ نطاق أعماله، وأدخَل مُعدات نقل جديدة ليُخطط أعمالهم المستقبلية.
فهذة المؤسسة يعمل بها أكثر من 300 عامل مؤهل وكفء.

## منتجات CRCC الإلزامية
في عام 2014م، كان فِهرس المُنتجات الرئيسية لمؤسسة CRCC يتضمن حوالي 378 مُنْتج - يُمكن التحقق مِنهم جميعًا علي موقعِ مؤسسة CRCC-.
وهذة المُنتجات تتضمن مفاتيح، عربات مُفردة، وقِطارات كاملة. بالإضافة إلي ذلك: مُكونات مِثل أجهزة الإشارة، عَوازل، فَرامل وقِطع من المَكابح.

## عملية الحصول علي شهادة
للتقديم علي شهادة CRCC ، أولًا: يَجب شِراء اللوائح الصِينية «قواعد التنفيذ ومعايير GB» مِن CRCC. بعد ذلك، يَجب تَسليم مُستندات الطلب الخاصة بالمُنتجات المعنية في CRCC.
الخطوة الثالثة، يجب علي الشركات إرسال عينة مِن المُنتجات للمؤسسة ثم تتلقى تقارير الاختبارات مع نتائجها، التي تَصْدُر فقط بالصينية. إذا إجتازت الشركات جميع الاخْتِبارات بنجاحٍ، سيزور المُفتشون الصِينيون موقع التَصنيع تدقيقه لمدة يومين. بعد تدقيق المَصنَع، المؤسسة ستصدر شهادة المُوافقة.

## روابط خارجية
- 中铁检验认证中心 ( الموقع الرسمي).